# Kian Hansen
Kian H. Hansen (født 3. marts 1989) er en dansk fodboldspiller, der spiller i FC Nordsjælland. Han begyndte seniorkarrieren i Esbjerg fB, hvorfra han i januar 2014 blev solgt til FC Nantes, der det første halve år af kontraktens løbetid lod ham udleje til Esbjerg. I sommeren 2015 skiftede han til de danske mestre fra FC Midtjylland, hvor han spillede i fire sæsoner inden skiftet  til Nordsjælland i sommeren 2019. Kian Hansen er central forsvarsspiller.

## Karriere

### Esbjerg fB
Som 18 årig indgik Hansen i sommeren 2007 sin første kontrakt med Esbjerg fB, hvor han havde spillet, siden han var drengespiller i Grindsted. Han debuterede for Esbjerg fB i efteråret 2008 mod Vejle BK, hvor han efter 83 minutter afløste Jesper Jørgensen.
Efter et par sæsoner i Esbjergs førsteholdstrup blev Hansen efterhånden en fast del af holdet, og i april 2013 fik han forlænget sin kontrakt med klubben frem til sommeren 2016. På dette tidspunkt havde han spillet 91 kampe for Esbjerg fB i alle turneringer.

### FC Nantes
I slutningen af januar 2014 købte franske FC Nantes Hansen i Esbjerg, og parterne underskrev en kontrakt gældende til sommeren 2018. Det første halve år fortsatte spilleren i Esbjerg på en lejekontrakt.

### FC Midtjylland
Efter halvanden sæson som Nantes-spiller vendte Kian Hansen i sommeren 2015 tilbage til Danmark, hvor mestrene fra FC Midtjylland gav ham en fireårig kontrakt. Han etablerede sig snart som fast spiller i det midtjyske forsvar og opnåede i alt 161 kampe i klubben. I januar 2019 forlængede parterne kontrakten, så den løb til udgangen af 2021.

### FC Nordsjælland
På den baggrund kom offentliggørelsen afspillerens skifte til FC Nordsjælland blot et halvt år senere som en overraskelse, men ifølge Hansen selv beroede dette på familiemæssige forhold.

### Landshold
Den 21. maj 2013 blev Hansen for første gang indkaldt til det danske landshold, da landstræner Morten Olsen udtog ham som erstatning for Kris Stadsgaard til kampe mod Georgien og Armenien.
Han fik sin landskampsdebut 18. november 2014 i en venskabskamp mod Rumænien.